# Nicolás Samayoa
 (août 2024).
Si vous disposez d'ouvrages ou d'articles de référence ou si vous connaissez des sites web de qualité traitant du thème abordé ici, merci de compléter l'article en donnant les références utiles à sa vérifiabilité et en les liant à la section « Notes et références ».
Nicolás Samayoa né le 2 août 1995 à Ciudad de Guatemala, est un footballeur international guatémaltèque. Il joue au poste de défenseur central au CSD Municipal.